# Roscelin z Compiègne
Roscelin z Compiègne (kolem 1050, Compiègne – kolem 1121, Besançon) byl francouzský teolog a scholastický filosof, považovaný za zakladatele či předchůdce krajního nominalismu.

## Život a působení
O Roscelinově životě je známo velmi málo, vesměs z nepřímých zdrojů. Narodil se jako Jean Roscelin (Roscellinus) patrně v Compiègne (asi 100 km SV od Paříže) a studoval v Soissons a v Remeši. Byl kanovníkem a přednášel na katedrálních školách ve svém rodném městě, později v Tours, v Loches a konečně v Besançonu, kde také zemřel. V Loches (blízko Tours) byl také učitelem Pierre Abélarda, který je jeho nejznámějším žákem a nejpřísnějším kritikem.
Podle údajů svých odpůrců Roscelin tvrdil, že skutečné jsou jen jednotlivé osoby a věci, kdežto obecné pojmy, druhy a rody (například „člověk“) jsou jen slova, jež žádnou skutečnost neoznačují. Podle Abélarda je to učení teologicky nepřijatelné, neboť by znamenalo, že Boží Trojice není skutečná a tvoří ji tři bohové (tritheismus). Toto učení bylo skutečně na synodě v Soissons (1090–1093) odsouzeno jako heretické a Roscelin se jej přísežně odřekl, nemáme však žádný doklad, že by je byl skutečně hlásal.

## Dílo
Z Roscelinova písemného díla – pokud nějaké napsal – se zachoval jen velmi ostrý dopis Abélardovi, který byl patrně – spolu s Anselmem – jeho hlavním odpůrcem a zasazoval se o jeho odsouzení a potrestání. Roscelin však roku 1098 předložil své učení papeži Urbanovi II., který na něm nic špatného neshledal. V dobové diskusi se však Roscelin s krajním nominalismem někdy spojuje. Ve středověku byl Roscelinův vliv malý, upozornil na něho teprve Victor Cousin, který jej mylně pokládal za předchůdce kritického racionalismu.